# Alpenländische Galerie

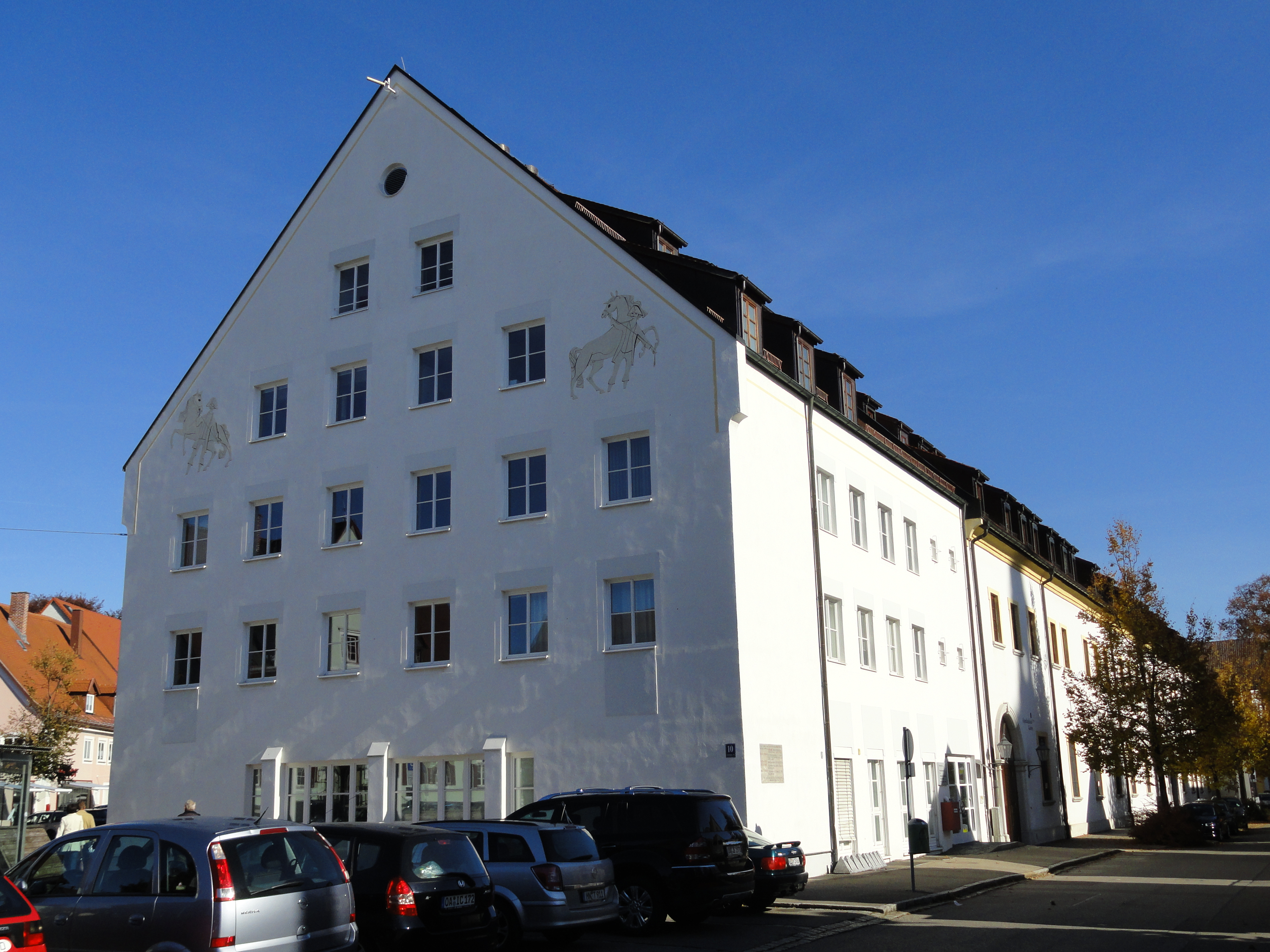
Marstall

Die Alpenländische Galerie in Kempten (Allgäu) war bis 5. Oktober 2015 ein Zweigmuseum des Bayerischen Nationalmuseums und zusammen mit dem Alpinmuseum im ehemaligen Marstall der Kemptener Fürstabte untergebracht. Die Einrichtung der Museen geschah durch das Bayerische Nationalmuseum, das auch den Großteil der in der Alpenländischen Galerie gezeigten Gemälde und Skulpturen stellte. Bei einigen Arbeiten handelte es sich um Leihgaben der Stadt Kempten, die zugleich für den laufenden Betrieb des Museums verantwortlich war.

## Geschichte

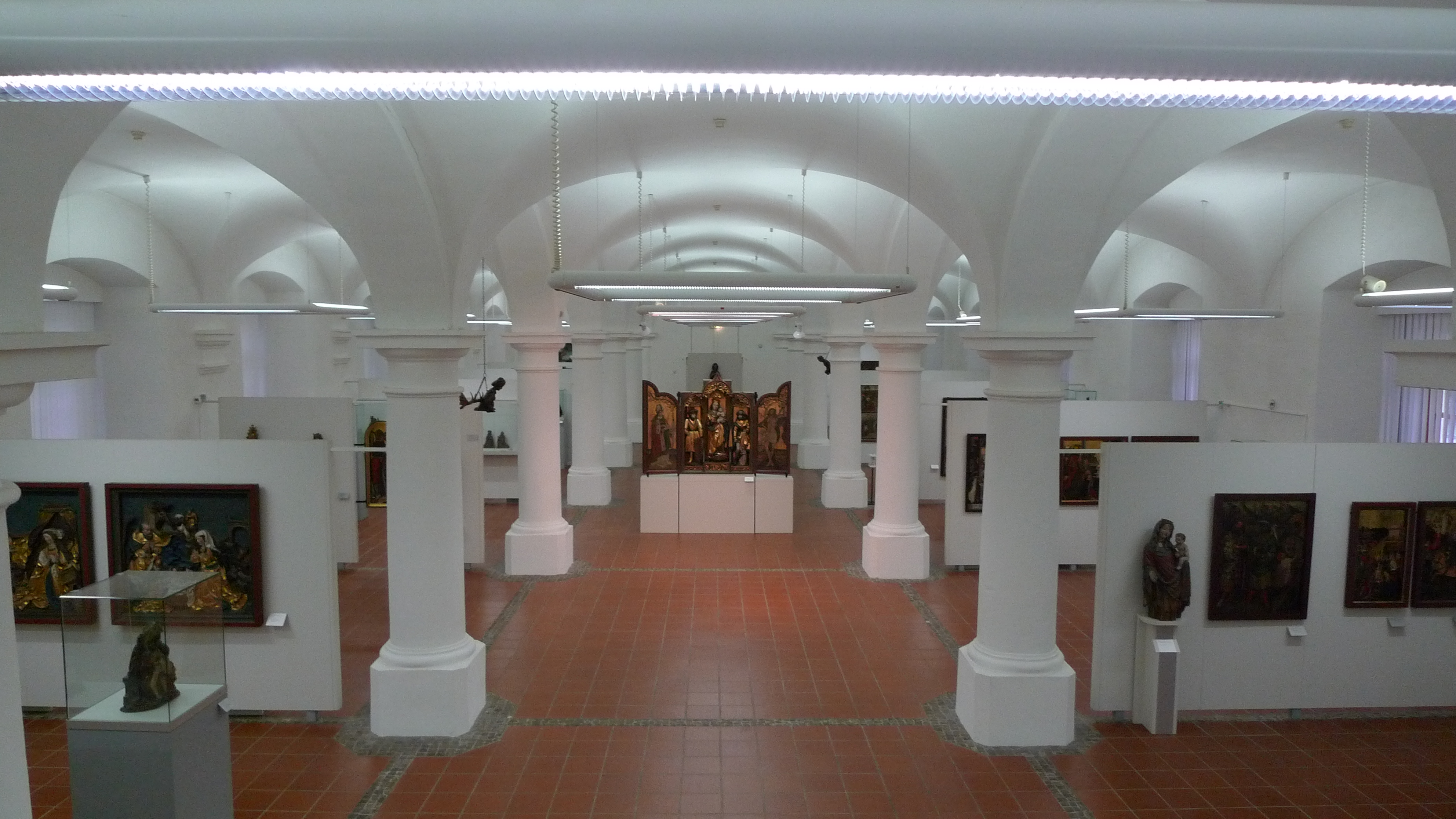
Blick in den Hauptsaal

Im Jahr 1991 wurden Alpinmuseum und Alpenländische Galerie im 1730 errichteten ehemaligen Marstall der Kemptener Fürstäbte eingerichtet. Die Alpenländische Galerie war im Erdgeschoss in den einstigen Stallungen in zwei Räumen untergebracht.
Nachdem die Alpenländische Galerie geschlossen worden war, wurden die Räume vom Alpinmuseum genutzt. Im großen Saal wurden Sonderausstellungen gezeigt. Im kleineren Saal war vom 10. März bis zum 12. November 2017 die Ausstellung „Leuchtendes Mittelalter“ zu sehen. Hier wurden die Werke aus der ehemaligen Alpenländischen Galerie präsentiert, die im Besitz der Stadt Kempten sind. Ergänzt wurden sie von bedeutenden Leihgaben des Bayerischen Nationalmuseums, die einen Bezug zu Kempten haben. In den Museumsräumen fanden die wissenschaftlichen Vorträge des Vereins Freunde Kemptener Museen an jedem ersten Sonntag im Monat statt.
Ende 2021 wurde das Alpinmuseum im Zuge einer Umstrukturierung der Kemptener Museenlandschaft geschlossen, unter anderem, da ein Zwischenlager wegen des Neubaus des Museumsdepots benötigt wurde.

## Sammlung
Präsentiert wurden rund 125 Bildwerke, Gemälde und Altarwerke des 14. bis 16. Jahrhunderts aus Schwaben und dem Alpenland, darunter auch ein Palmesel, wie er bei Palmsonntagsprozessionen mitgeführt wurde, und mehrere Lüsterweibchen. Die Maler Ulrich Mair und Jakob Schick sowie der höchst eigenwillige Bildschnitzer Lux Maurus standen für die spätmittelalterliche Kunstproduktion in Kempten selbst. Auch die übrigen oberschwäbischen Künstler wie der im nahen Kaufbeuren tätige Jörg Lederer waren jeweils auf hohem Niveau vertreten. Durch Thematik wie durch spätere Überarbeitungen hochinteressante Altarflügel aus der Werkstatt von Bartholomäus Zeitblom repräsentierten die Kunst in Ulm, damals das künstlerische Zentrum Schwabens. Das namengebende Werk eines der wichtigsten Maler aus dem Umfeld Zeitbloms, der Söflinger Altar, war ebenfalls in Kempten ausgestellt. Unter den Werken der frühen Zeit war insbesondere die Maria im Wochenbett aus Kloster Heggbach von 1347 hervorzuheben.
Zur Ausstellung wurde ein großzügig mit Farbaufnahmen ausgestatteter Katalog von Joachim Haag, Hans Peter Hilger, Kornelius Otto und Andrea Teuscher herausgegeben.